# Al vacío
«Al vacío» es una canción de No Te Va Gustar del álbum Aunque cueste ver el sol, compuesta por Emiliano Brancciari. Se han suscitado muchas teorías sobre la temática de la canción, incluso llegando a existir el rumor de que hablaba sobre la dictadura.[cita requerida] Sin embargo, en su libro de 2019 «Memorias del Olvido» (en el cual se narran los 25 años de historia de la banda desde 1994), es el mismo Emiliano Brancciari quien confirma que le escribió la canción a una pareja con la que había terminado.